# Transpitec
El transpitec (Transpithecus obtentus) és una espècie extinta de mamífer notoungulat de la família dels notopitècids que visqué a Sud-amèrica durant l'Eocè, fa entre 38 i 56 milions d'anys. Se n'han trobat restes fòssils a les províncies argentines de Chubut i Santa Cruz. Es tracta de l'única espècie reconeguda del gènere Transpithecus. Fou descrit a partir d'un conjunt de dents molars superiors. Era més gros que l'antepitec i el notopitec, però més petit que Guilielmoscottia. El nom genèric Transpithecus significa ‘Pithecus de més enllà’.